# Feldlager Kundus
Das Feldlager Kundus war ein Lager der Bundeswehr in Kundus, Provinz Kundus, im Norden Afghanistans und befand sich am östlichen Ufer des Kundus-Flusses an den Ausläufern des Hindukuschs.

## Entstehung und Aufgaben
Die ersten 27 Bundeswehrsoldaten trafen am 25. Oktober 2003 in Kundus ein. Das Feldlager war ab 25. Oktober 2003 auch zuständig für die bis dahin von den USA geführten Provincial Reconstruction Teams des ISAF-Regional Command North in Kundus. Insgesamt sind im Raum Kundus 25 Bundeswehrsoldaten gefallen.
Im September 2009 wurde das PRT und sein damaliger Kommandeur Oberst Klein international durch den Luftangriff bei Kundus bekannt.
2009 besuchte der Inspekteur des Heeres, Generalleutnant Budde, die Truppe im Feldlager um vor Ort von den Soldaten persönlich die aktuelle Lage und Problematik zu erfahren.
Im August 2010 besuchte Ausbilder Schmidt mit seiner Show die Truppe im Feldlager.
Die Bundeswehr investierte etwa 250 Millionen Euro in die Infrastruktur des Feldlagers. Die letzten deutschen Soldaten wurden am 19. Oktober 2013 aus Kundus nach Camp Marmal nahe Masar-e Scharif verlegt. Anschließend wurde auch der Ehrenhain im Feldlager Kundus, die Gedenkstätte für gefallene Soldaten, nach Deutschland überführt. Oberst Jochen Schneider war der letzte deutsche Kommandeur des Feldlagers.

## Übergabe an das afghanische Militär und weitere Entwicklung
Am 6. Oktober 2013 übergab der deutsche Verteidigungsminister Thomas de Maizière im Beisein von Außenminister Guido Westerwelle und ISAF-Kommandeur US-General Joseph F. Dunford das Lager in einer feierlichen Zeremonie an seinen afghanischen Amtskollegen Mohammad Omer. Jeweils eine Hälfte des Lagers wird seitdem von der Afghanischen Nationalarmee (ANA) und der Afghanischen Bereitschaftspolizei (ANCOP) genutzt. Die ANA plant hier die Stationierung eines Bataillons des 249. Korps. Die ANCOP hat im März 2014 160 Soldaten im Lager stationiert und erhielt von der NATO ein Trainingscenter. Inzwischen ist das ehemalige Lager von Strom und Wasser abgeschnitten und droht zu verfallen.

## Bildergalerie

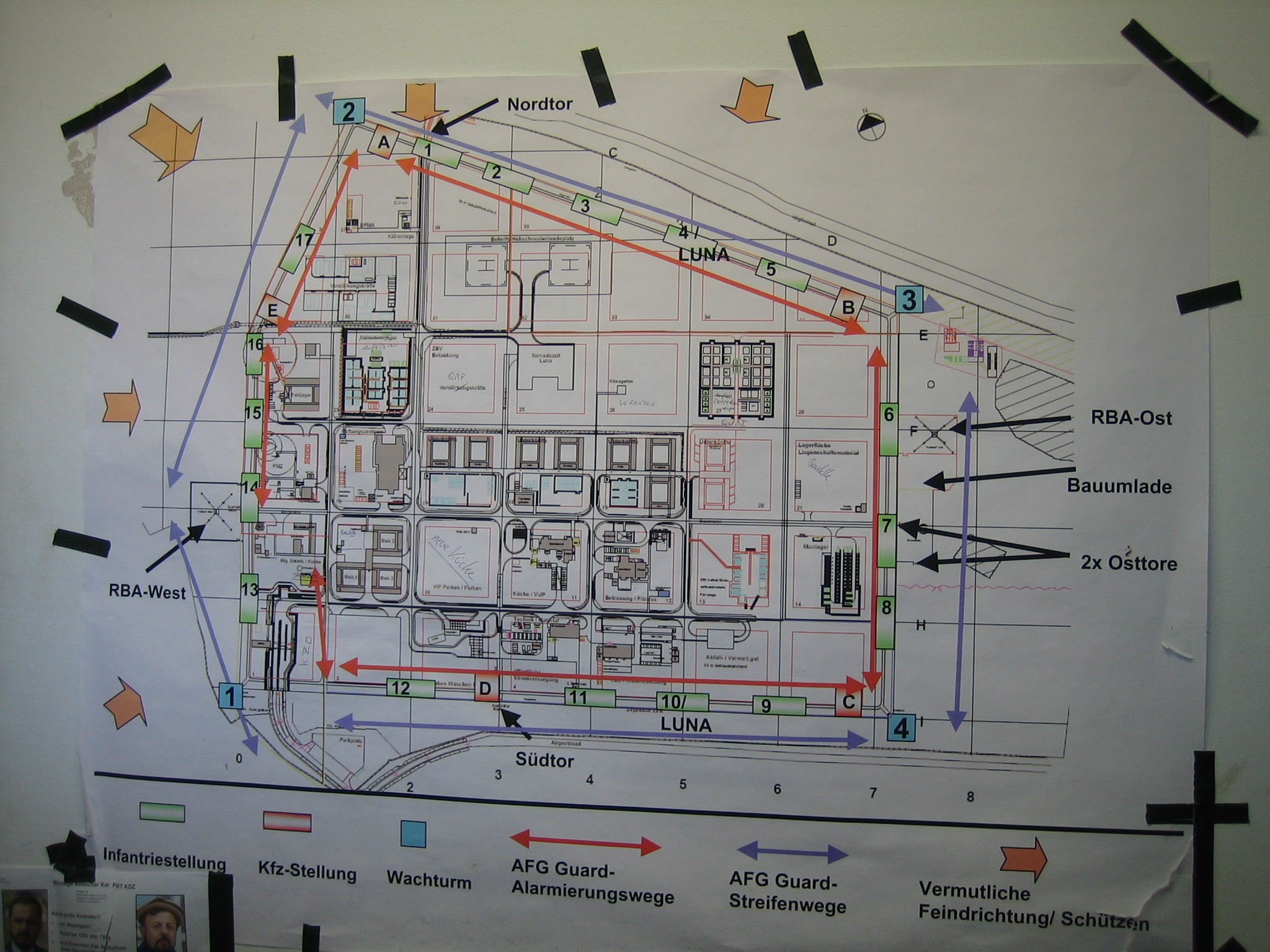
Übersichtsplan
Start einer KZO-Aufklärungsdrohne des Heeres in Kundus
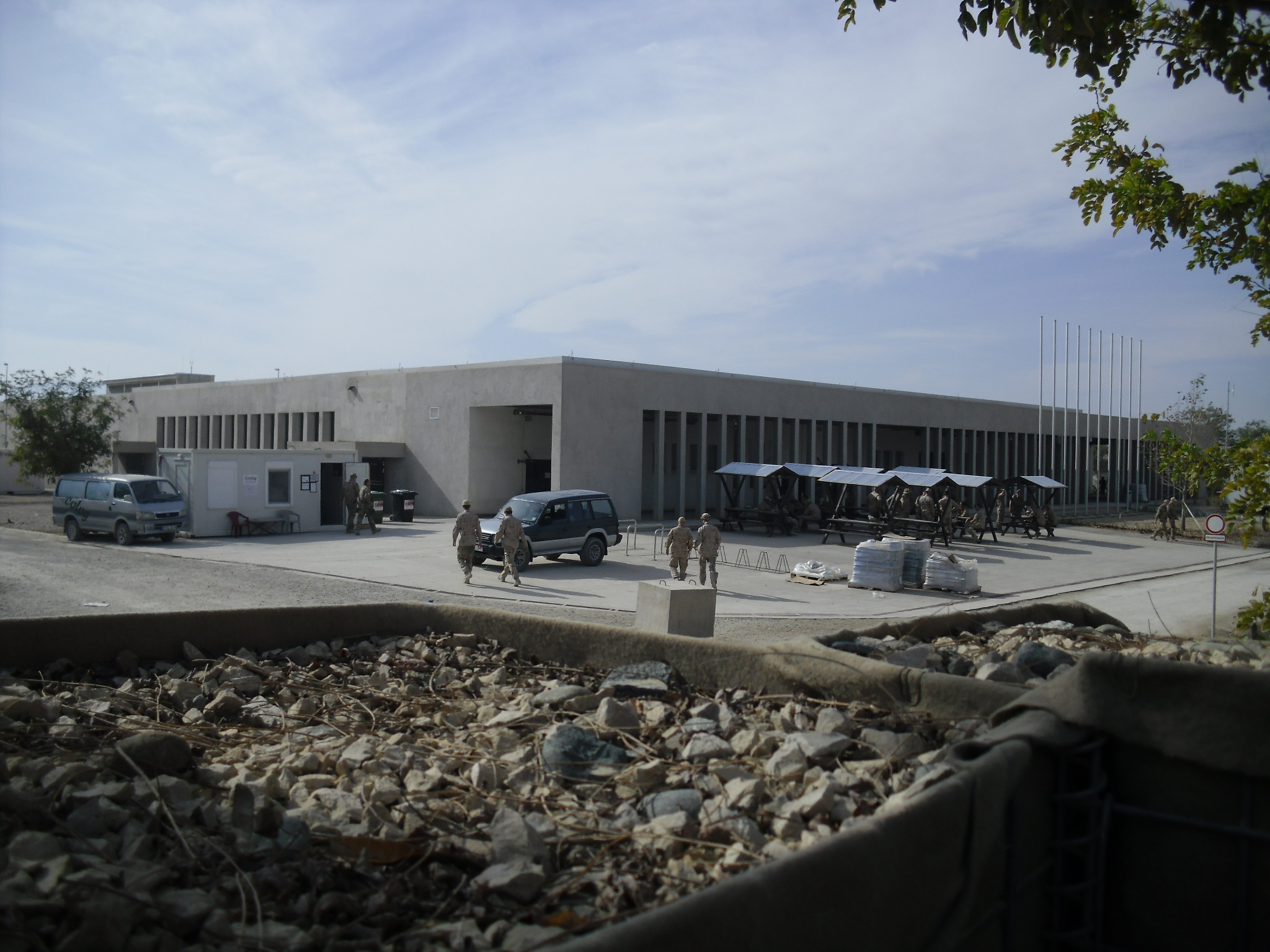
Geschützte Küche des PRT Kundus (2011)
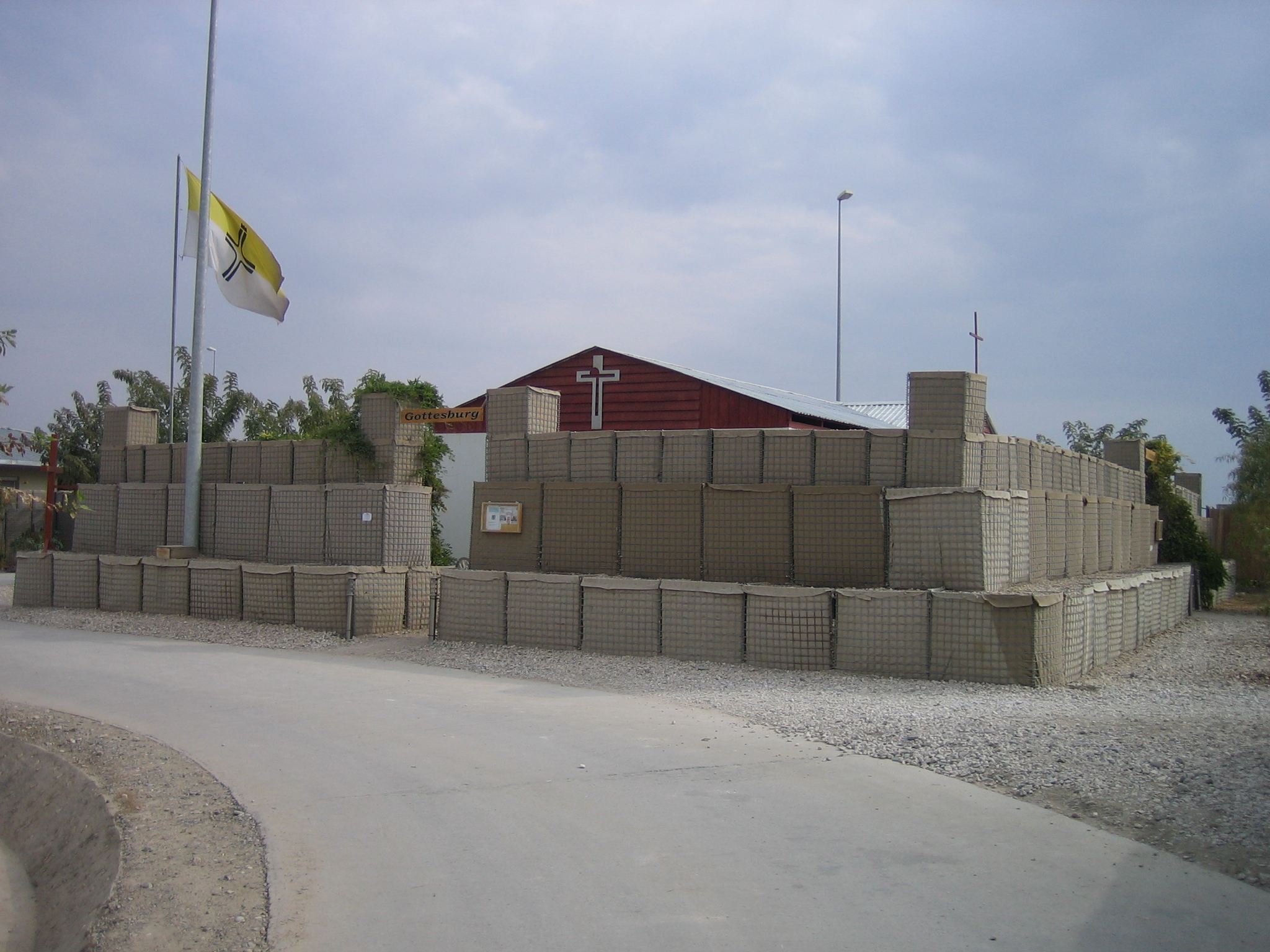
Kirche des Feldlagers
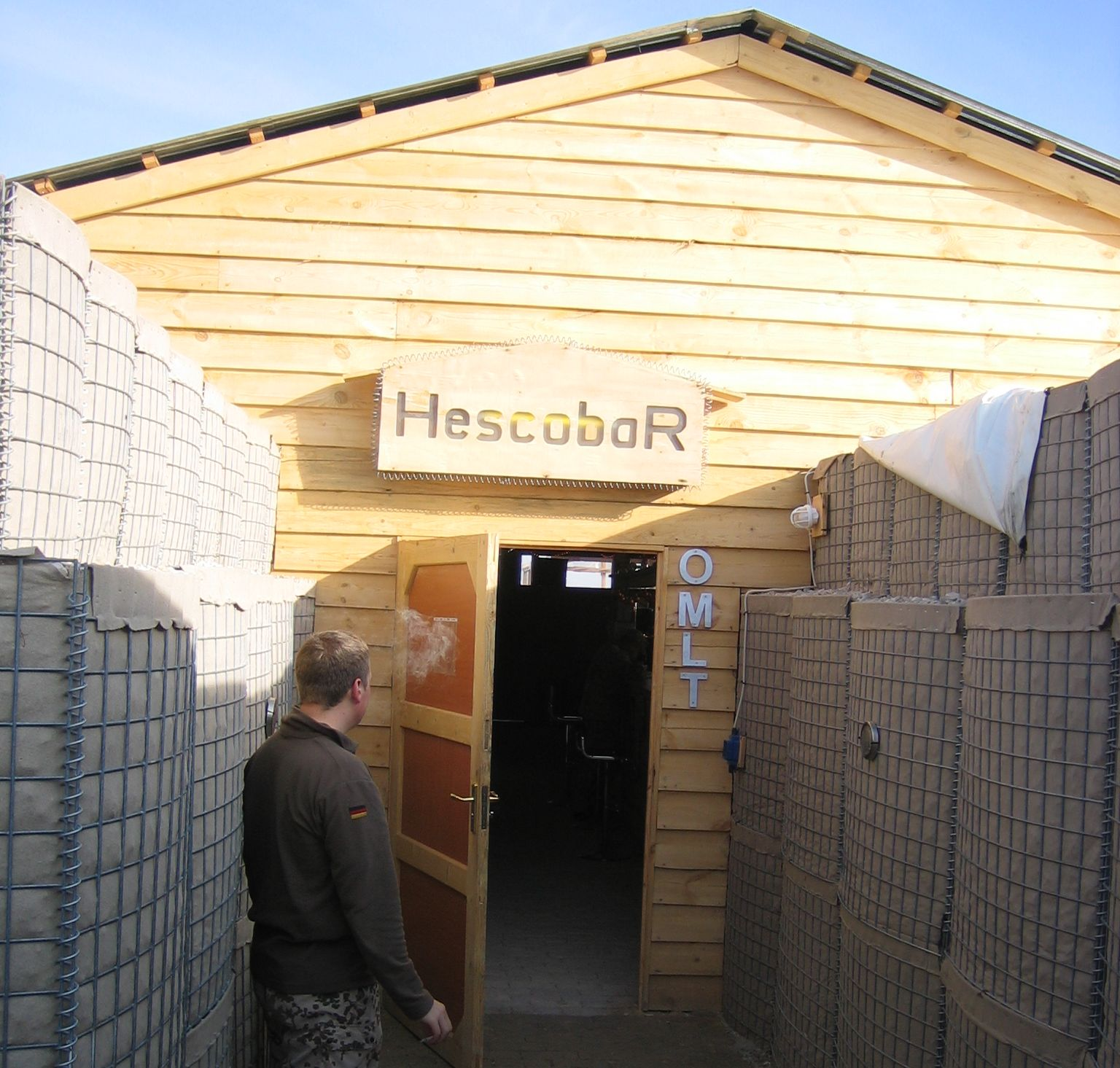
HescobaR (OMLT-Bar)
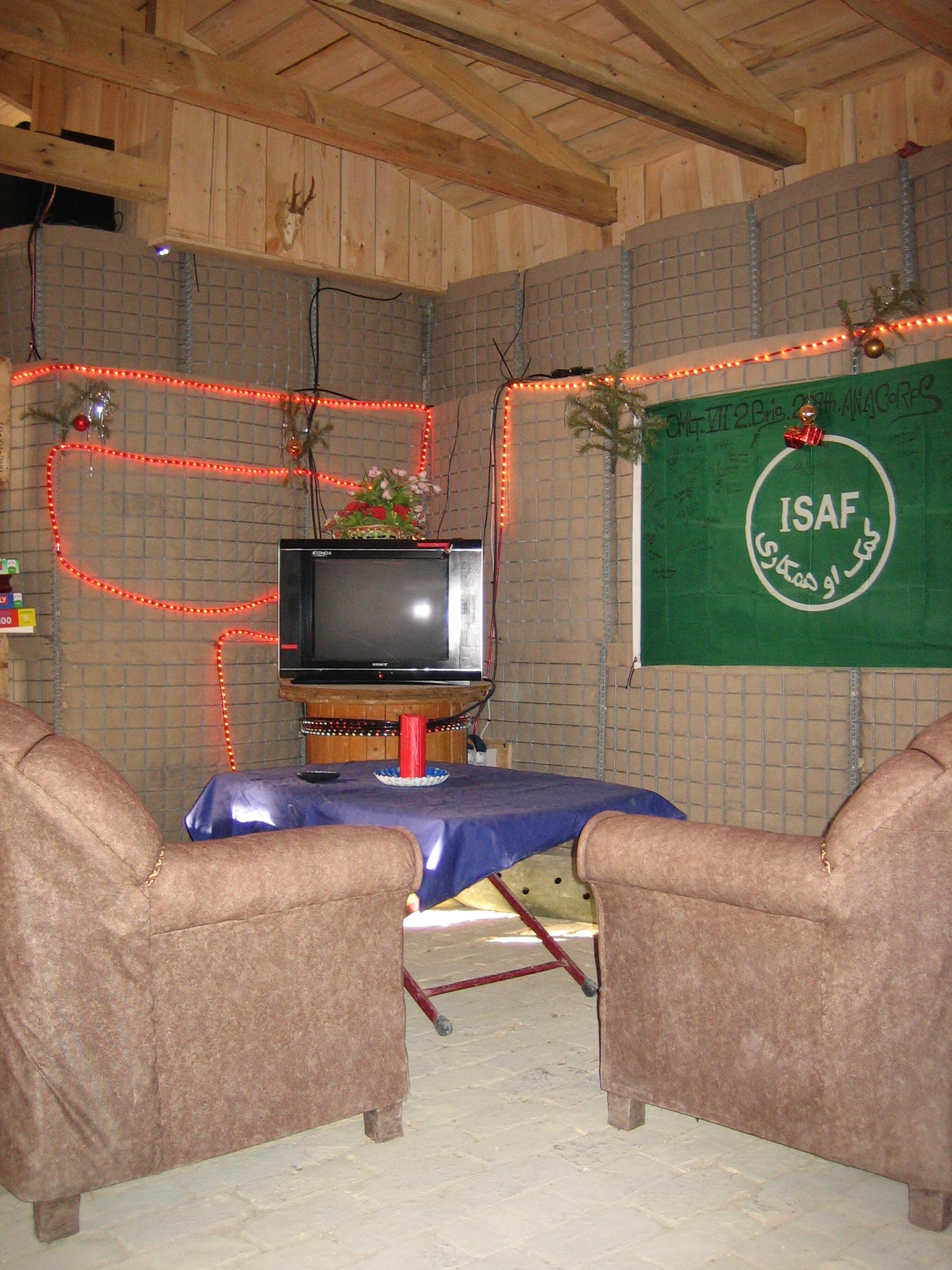
HescobaR (OMLT-Bar) TV Ecke
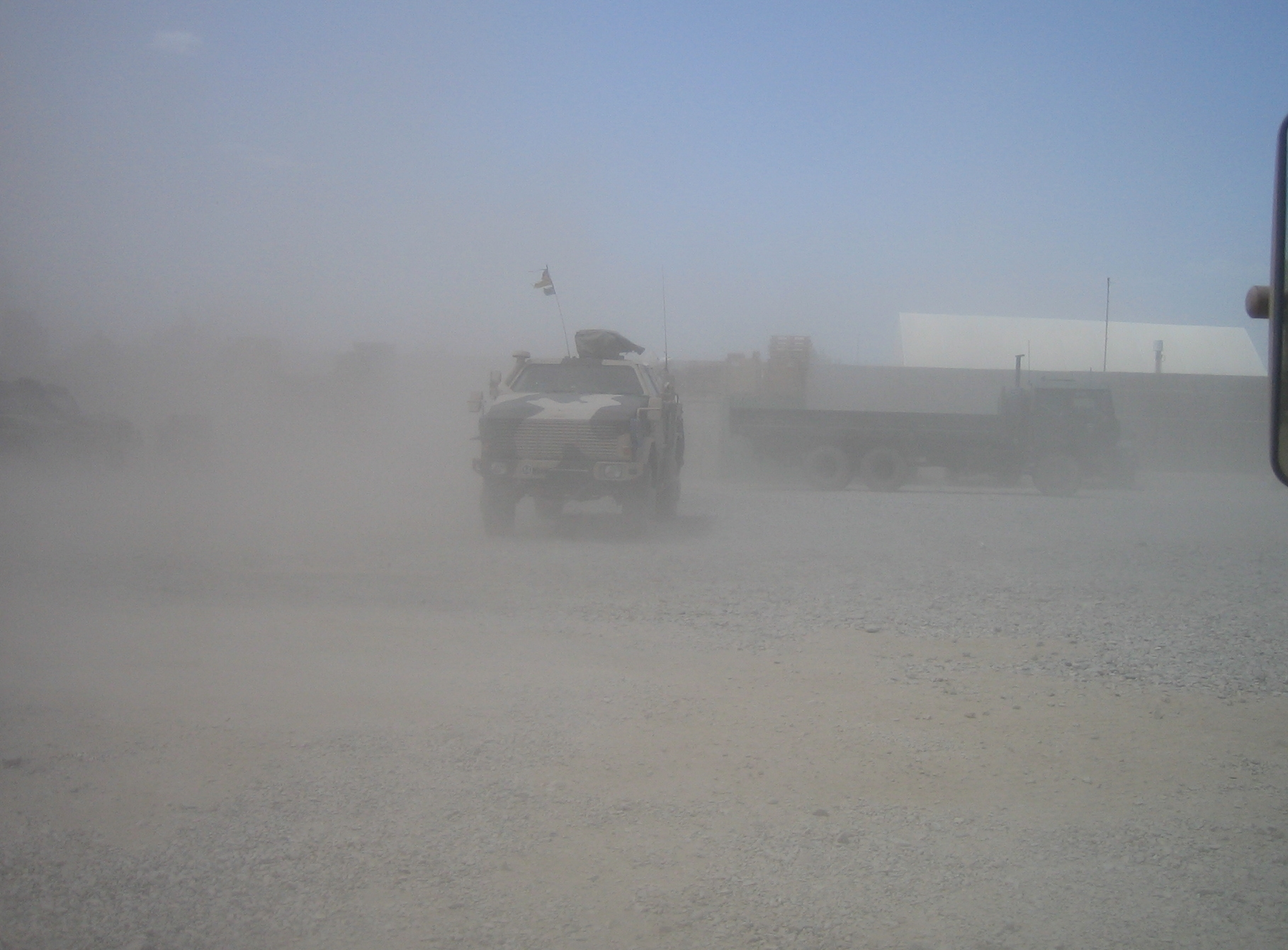
Sandsturm auf der Panzerplatte
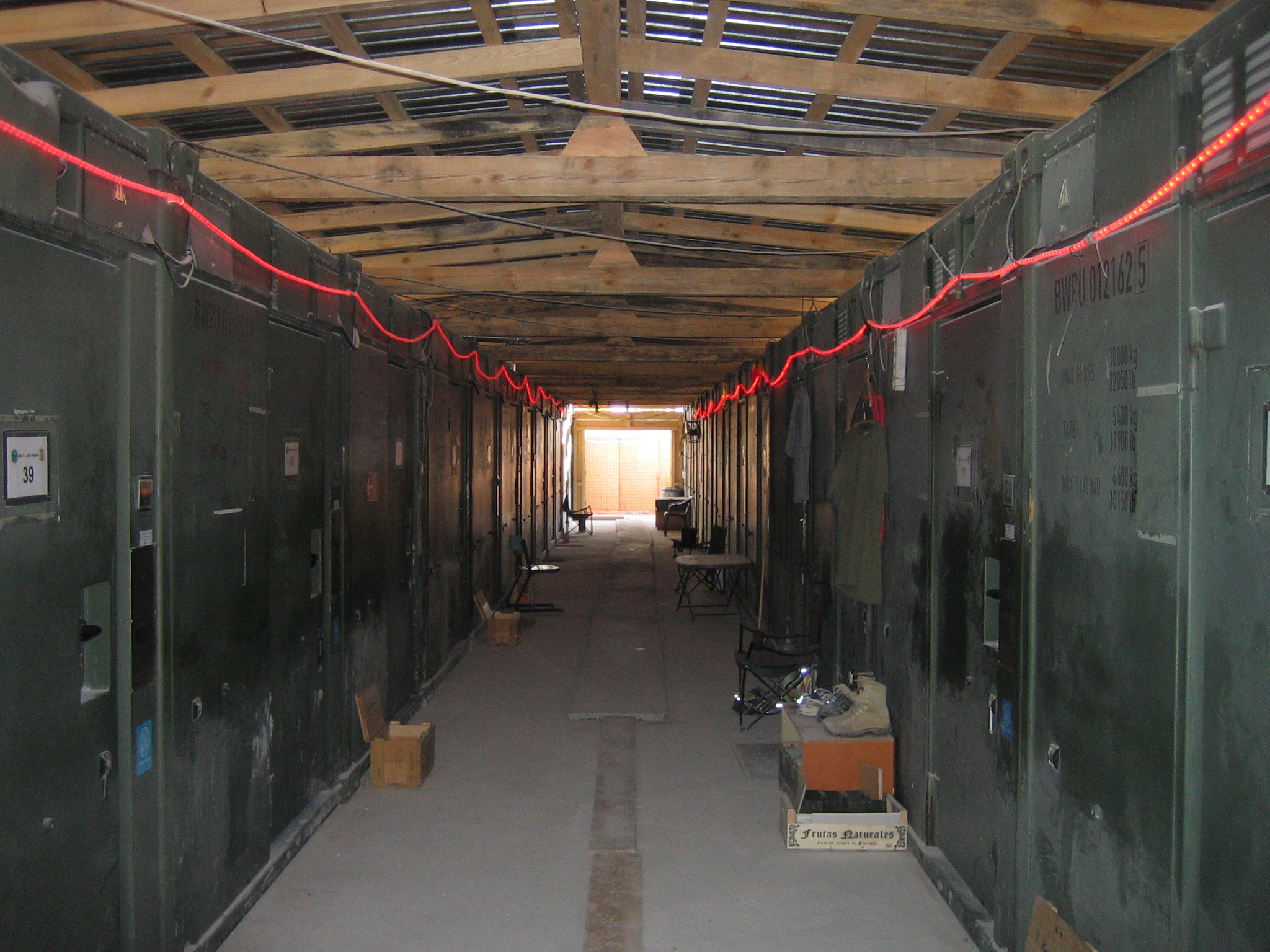
Wohncontainer
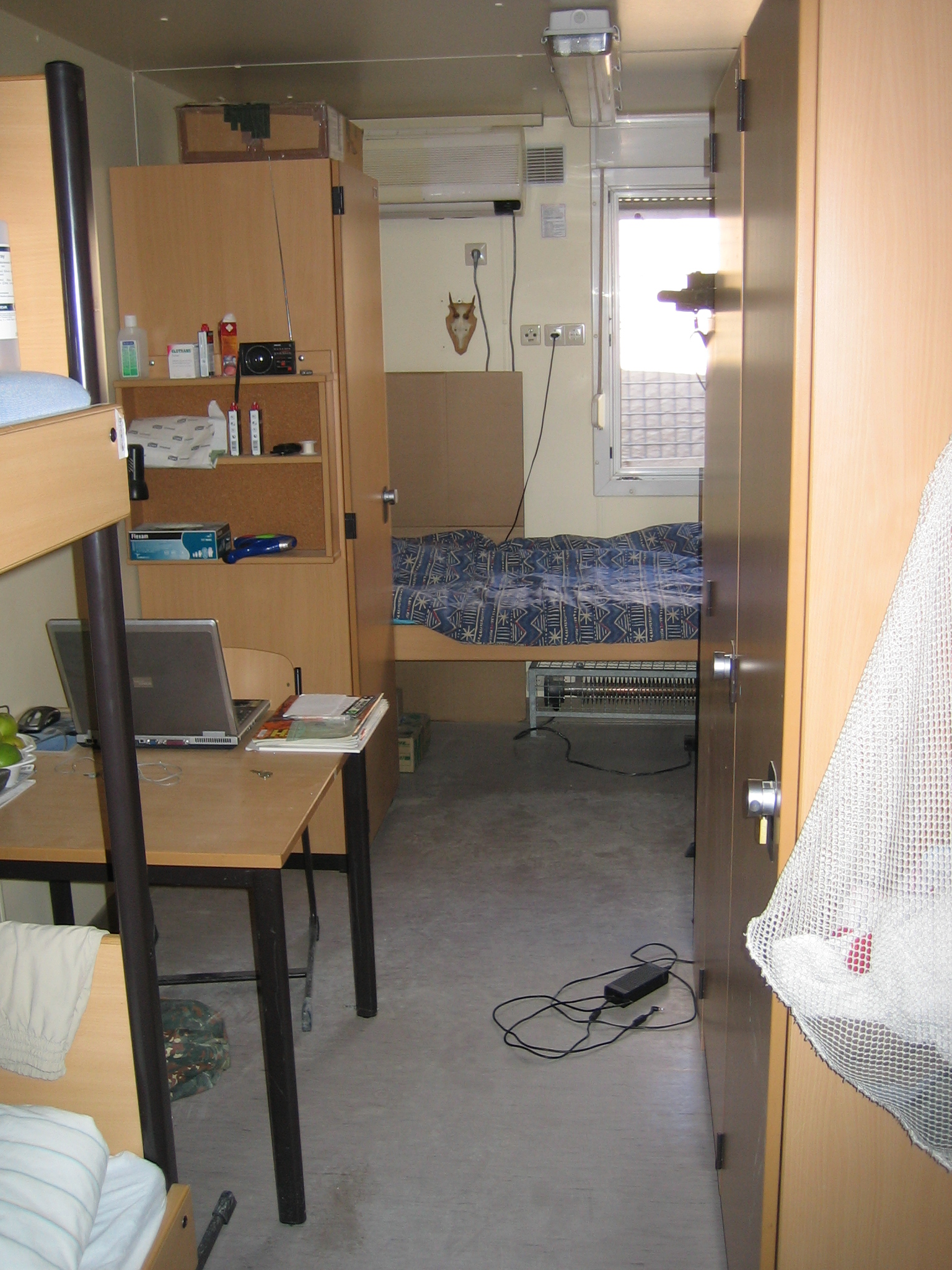
Wohncontainer für drei Soldaten. Ausstattung: Stockbett, Einzelbett, drei Schränke, drei Stühle, drei Standregale und ein Tisch
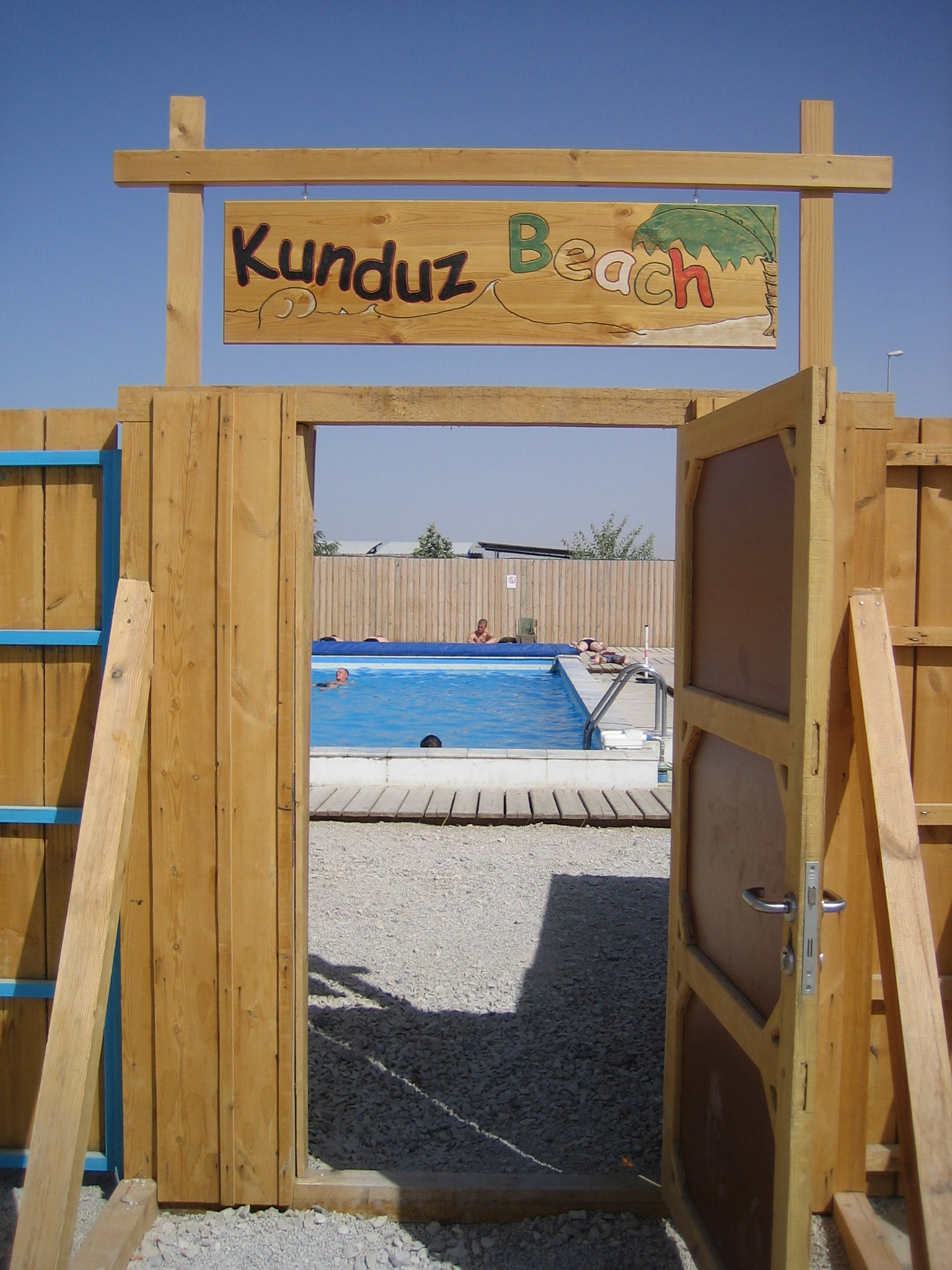
Löschwasserbecken, welches zu einem Pool erweitert wurde
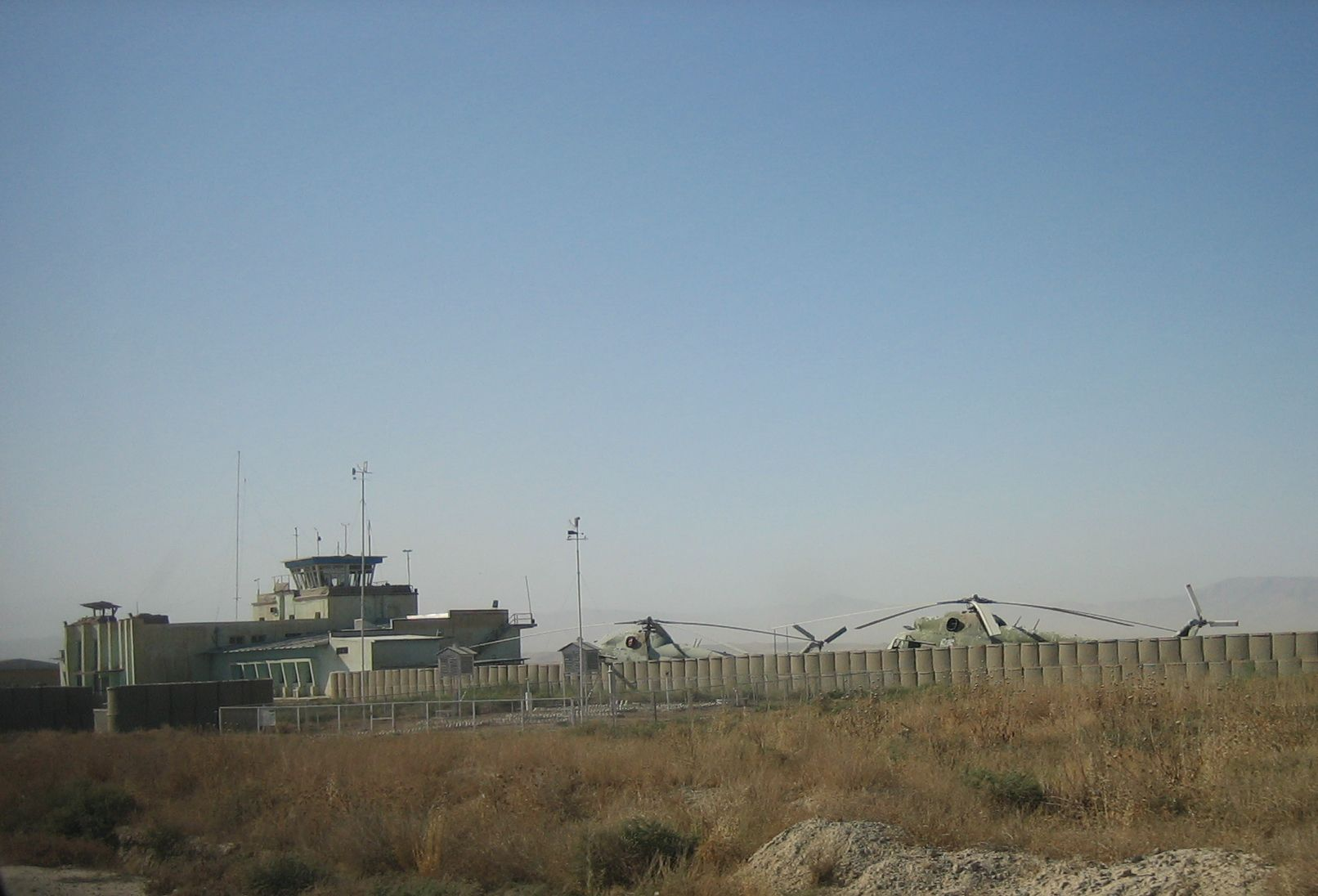
Militärflugplatz Kundus beim ehemaligen Feldlager
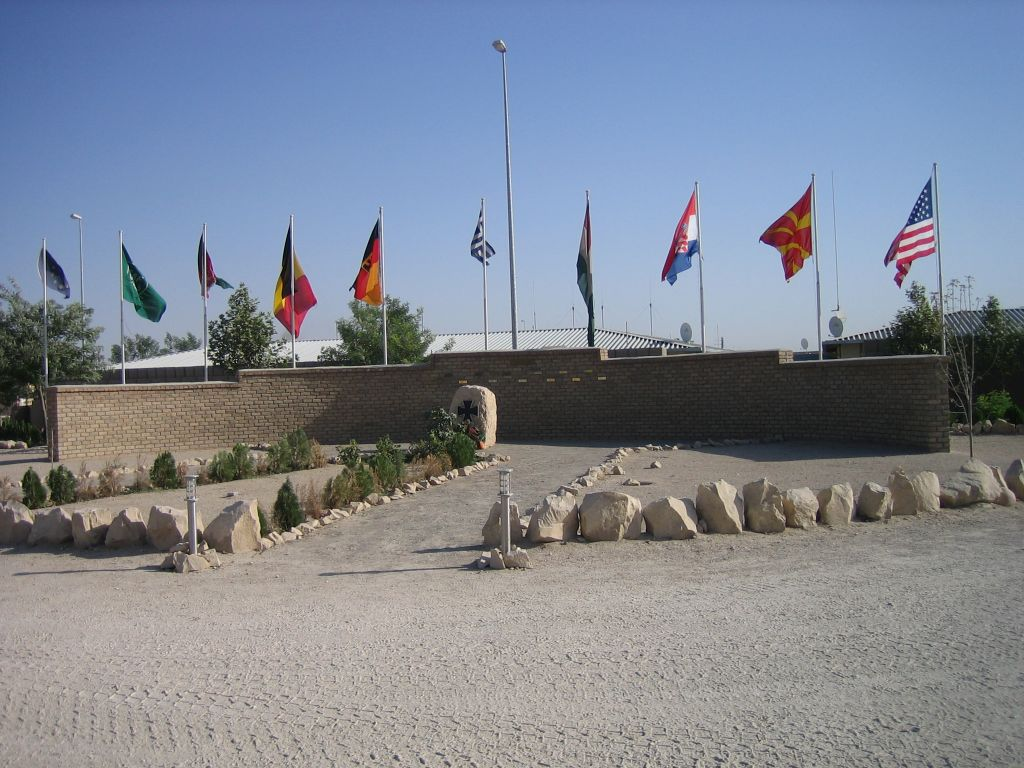
Ehrenhain im Feldlager Kundus, Afghanistan 2009